# Otto von Vietinghoff
Otto von Vietinghoff, född 1686 i Mecklenburg, död före 1735, var en svensk militär.
Otto von Vietinghoff blev officer 1703, kapten vid Elbingska infanteriregementet 1705, kapten vid Marderfelts dragonregemente 1708 och generaladjutant 1711. Han blev överstelöjtnant vid kavalleriet 1713 och var 1714-1715 överste och chef för Barthska dragonregementet. von Vietinghoff blev fången vid Stralsunds kapitulation 1715 och befordrades 1717 till generalmajor av infanteriet. Hans änka bodde 1735 i Wismar.